# La Belle (Missouri)
La Belle é uma cidade localizada no estado americano de Missouri, no Condado de Lewis.

## Demografia
Segundo o censo americano de 2000, a sua população era de 669 habitantes.
Em 2006, foi estimada uma população de 663, um decréscimo de 6 (-0.9%).

## Geografia
De acordo com o United States Census Bureau tem uma área de
1,6 km², dos quais 1,6 km² cobertos por terra e 0,0 km² cobertos por água. La Belle localiza-se a aproximadamente 211 m acima do nível do mar.

## Localidades na vizinhança
O diagrama seguinte representa as localidades num raio de 24 km ao redor de La Belle.